# Pyle
Pyle (wal. Y Pîl) – miasto i gmina (community) w południowej Walii, w hrabstwie Bridgend, historycznie w Glamorgan, położone na południowym brzegu rzeki Cynffig, kilka kilometrów od wybrzeża Kanału Bristolskiego. W 2011 roku liczyło 7405 mieszkańców.
Pod koniec XIX wieku była to niewielka wieś. W okolicy rozwinięty był przemysł – wydobycie węgla i kamienia, produkcja koksu i hutnictwo żelaza, znajdował się tu węzeł kolejowy. Znaczny rozwój terytorialny miejscowości nastąpił w XX wieku, głównie za sprawą budownictwa mieszkaniowego.
Na zachód od miasta znajduje się rezerwat przyrody Kenfig National Nature Reserve, obejmujący rozległy obszar wybrzeża wydmowego oraz jezioro Kenfig Pool.

## Zabytki
- kościół św. Jakuba